# Ca l'Anguera
Ca l'Anguera és un edifici modernista del municipi de Reus (Baix Camp) protegit com a bé cultural d'interès local. Va ser projectat per l'arquitecte reusenc Pere Caselles i Tarrats l'any 1905.

## Descripció
És un edifici de cinc nivells: planta baixa, entresòl i tres pisos. Les obertures de l'edifici estan distribuïdes seguint quatre eixos verticals. A part de la composició clàssica de les balconeres a mesura que augmenta el nombre de plantes, destaca la composició de l'entrada que enllaça les plantes baixes i l'entresòl en el seu aspecte compositiu formal.
A la part baixa de la façana, cinc pilars de pedra amb els seus capitells sostenen el balcó corregut del pis principal i unifiquen l'espai de la planta baixa i l'entresòl. Aquests cinc pilars tenen continuïtat fins al coronament de la façana, mitjançant l'ús de l'estucat que imita un aparell de carreus regular de pedra. La decoració esgrafiada és dominada per l'ús de la decoració escultòrica floral, localitzada a la cornisa superior de l'edifici, amb la representació de grups de roses de grans dimensions, gairebé exemptes, i als espais inferiors de les cartel·les dels balcons. En tota la façana sobreïx el particular caràcter modernista de les baranes dels balcons tant en el seu tractament com en els seus ornaments, destacant la barana correguda del balcó del pis principal.
A l'interior de l'edifici en destaquen els paviments, els alicatats i els sostres.

## Història
La personalitat i els coneixements del seu propietari, que acabà la carrera d'arquitectura a Barcelona i més tard es traslladà i l'exercí a Madrid, expliquen en part l'originalitat de la façana. Josep Anguera Corbella (Reus 1826 - Barcelona 1933) era entès en arquitectura modernista. Va escriure diversos articles sobre el tema a la Revista del Centre de Lectura l'any 1901, sobre els arquitectes modernistes i una sèrie amb el títol "L'art en la via pública" durant uns quants números de la mateixa revista.